# コパ・デ・カンペオネス・フベニール
コパ・デ・カンペオネス・フベニール (Copa de Campeones Juvenil de Fútbol ) は、スペインで行われているサッカーのカップ戦。スペインサッカー連盟の主催によるスペイン国内の18歳以下のユースチームの頂点を争う大会である。

## 大会概要
毎年、全国のユースチームによって構成されるリーグである、ディビシオン・デ・オノール・フベニールが終了した1週間後から開催される。出場できるのはディビシオン・デ・オノール・フベニールを構成する、7つのグループそれぞれの優勝チームのみ。
全2ステージで実施。第1ステージは7チームを2つのグループに分ける。4チームのグループはトーナメント方式、3チームのグループは1回ずつの総当り戦により、それぞれのグループの1位チームが決勝戦で頂点を争う。スタジアムは前もって選ばれており、そのスタジアムで全試合を行う。近辺にある複数のスタジアムを利用することもある。

## 歴代優勝クラブ
| シーズン  | 優勝                     | 準優勝                   | 結果        |
| --------- | ------------------------ | ------------------------ | ----------- |
| 1994-95   | レアル・マドリード       | セビージャ               | 不明        |
| 1995-96   | デポルティーボ           | セビージャ               | 2–1         |
| 1996-97   | レアル・マドリード       | セビージャ               | 2–0         |
| 1997-98   | レアル・ソシエダ         | バレンシア               | 2–1         |
| 1998-99   | レアル・ソシエダ         | セビージャ               | 0–0 (4-3PK) |
| 1999-2000 | レアル・マドリード       | バルセロナ               | 4–2         |
| 2000-01   | オサスナ                 | アトレティコ・マドリード | 1–0         |
| 2001-02   | アトレティコ・マドリード | サラゴサ                 | 3–0         |
| 2002-03   | マラガ                   | エスパニョール           | 2–0         |
| 2003-04   | スポルティング           | エスパニョール           | 0–0 (4-1PK) |
| 2004-05   | バルセロナ               | スポルティング           | 3–1         |
| 2005-06   | レアル・マドリード       | バリャドリード           | 1–0         |
| 2006-07   | バレンシア               | レアル・マドリード       | 3–1         |
| 2007-08   | エスパニョール           | ビジャレアル             | 2–1         |
| 2008-09   | バルセロナ               | セルタ                   | 2–0         |
| 2009-10   | レアル・マドリード       | バレンシア               | 3–1         |
| 2010-11   | バルセロナ               | レアル・マドリード       | 3–1         |
| 2011-12   | セビージャ               | エスパニョール           | 1–0         |
| 2012-13   | セビージャ               | セルタ                   | 3–2         |
| 2013-14   | レアル・マドリード       | レアル・ソシエダ         | 1–1 (7-6PK) |
| 2014-15   | ビジャレアル             | エスパニョール           | 3–2         |
| 2015-16   | マラガ                   | セビージャ               | 1–1 (3-0PK) |